# Guild Wars
Guild Wars là một MMORPG thay đổi phá cách được phát hành bởi hãng NCSoft và phát triển bởi ArenaNet từ ngày 26 tháng 4 năm 2005. Guild Wars nhận được nhiều sự khen ngợi vì tính phá cách đó. Thoạt tiên là việc đóng phí, hầu như các game hay trên thế giới hiện nay đều đóng 15 đô la Mỹ một tháng. Tuy nhiên, để chơi Guild Wars người chơi chỉ cần mua đĩa bản quyền (50–60 đô la một đĩa) và không cần phải đóng tiền giờ chơi hàng tháng nữa.
Sau thành công khá vang dội của Lineage 2. Mặc dù LA nhận được không ít lời phàn nàn từ người chơi ở khu vực châu Âu và Mỹ nhưng bù lại NCSoft đã thắng lớn ở châu Á. Trên tinh thần đó, NCSoft quyết định tung ra thêm Guild Wars nhằm chứng tỏ vị trí đứng của mình trong ngành công nghiệp giải trí khổng lồ.
Khi tung ra Guild Wars, NC Soft không ngờ rằng sản phẩm mới của mình lại tiến xa vượt bậc so với sản phẩm trước đó. Thực vậy, số lượng client tung ra được tiêu thụ với số lượng khổng lồ khiến cho Guild Wars lập tức nằm trong "Bảng đánh giá game có thứ hạng cao nhất" do nhiều người chơi game bình chọn và tuyệt nhiên qua mặt được đại gia World of Warcraft.